# 清岸寺 (市川市)
清岸寺（せいがんじ）は、千葉県市川市にある浄土宗の寺院。

## 歴史
1610年（慶長15年）、行誉忠残によって開山された。行誉忠残は下総国葛飾郡高谷村（現・千葉県市川市高谷）の出身で、徳願寺開山の不残に弟子入りし出家した。後に、当時荒地だった現在地に寺を創建した。
所属宗派の浄土宗の総本山知恩院の末寺であるが、江戸時代後期に同じ総本山の増上寺の預かりとなっていた。
戦後まもなく着任した第23世住職諦誉恭祐は、荒廃した世相を鎮めるべく「出世不動尊」を開眼した。そして1960年代以降、当寺の再建に取り組んだ。その甲斐あって1978年（昭和53年）に、増上寺法主より「中興」の号が授与された。

## 交通アクセス
- 行徳駅より徒歩11分。